# Șoșdea
Șoșdea – wieś w Rumunii, w okręgu Caraș-Severin, w gminie Măureni. W 2011 roku liczyła 920 mieszkańców. 